# ТЕС Рибник
ТЕС Рибник – вугільна теплова електростанція у однойменному місті на півдні Польщі.

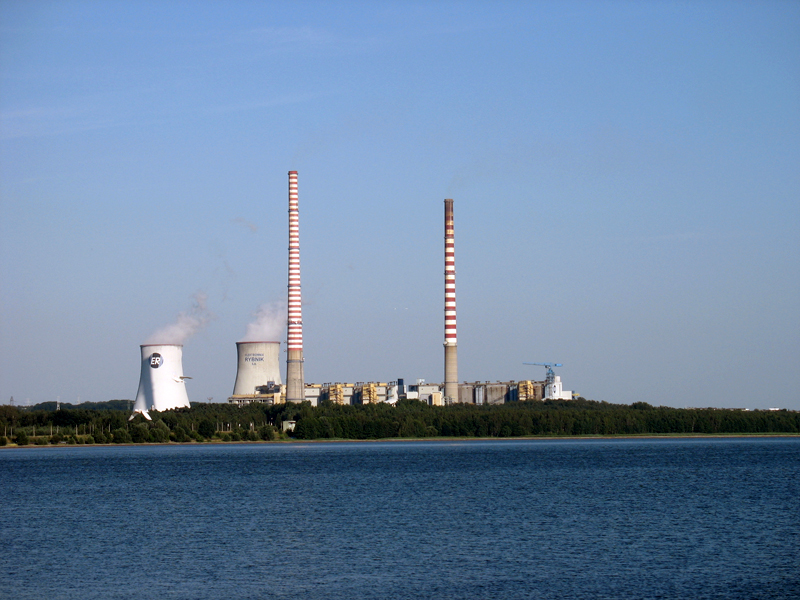
Загальний вигляд станції у 2006 році

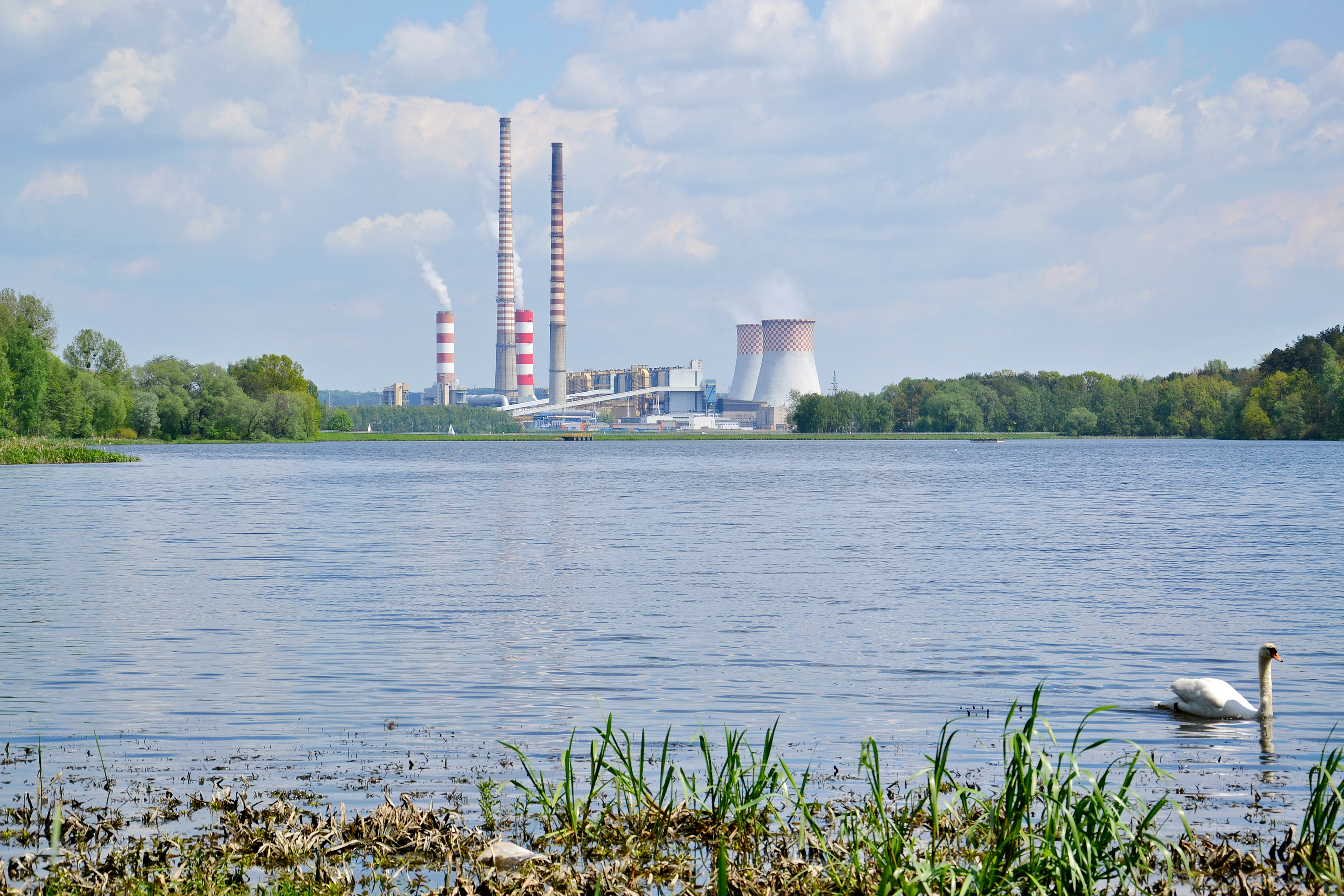
Станція у 2017-му – видно два додаткові димарі установки десульфуризації

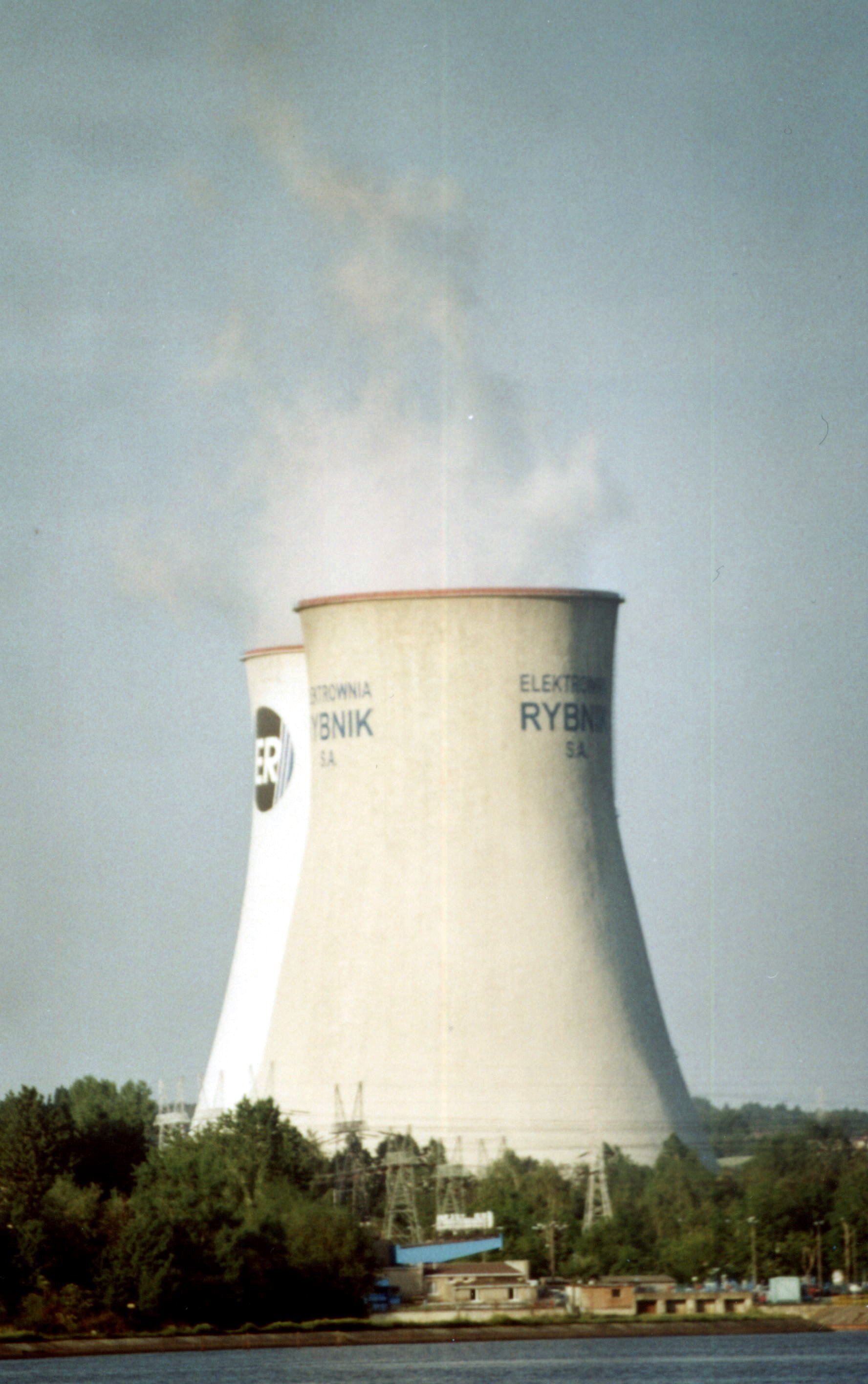
Градирні станції

У 1972 – 1978 роках на майданчику станції звели вісім енергоблоків потужністю по 200 МВт. Необхідні для них турбіни 13К215 потужністю по 225 МВт постачила компанія Zamech із Ельблонгу, тоді як генератори надійшли від двох виробників – для блоків 4, 5, 6 та 7 з СРСР від Електросили, а інші від вроцлавської компанії Dolmel. Всі вісім котлів ОР-650 виготовила компанія Rafako із Рацибужа.
Блоки з 1-го по 4-й збираються зупинити в 2021 – 2022 роках, тоді як експлуатація блоків 5 – 8 планується до 2030-го.
Воду для охолодження забирають із Рибницького водосховища, створеного в межах проекту станції на річці Руда. Ця водойма має площу поверхні 4,5 км2 та об’єм 22 млн м3. В системі охолодження працюють дві градирні висотою 120 метрів.
Для видалення продуктів згоряння спорудили два димарі висотою 300 та 260 метрів. Крім того, після запуску установки десульфуризації газів додались два димарі висотою по 120 метрів.
Зола первісно розміщувалась у поверхневому золовідвалі, проте наразі використовується для заповнення підземних виробіток у шахтах.
Видача продукції відбувається по ЛЕП, розрахованим на роботу під напругою 400 кВ, 220 кВ та 110 кВ.